# Saab 9-5
De Saab 9-5 is een auto uit de hogere middenklasse van de Zweedse autofabrikant Saab Automobile. In het marktsegment van Saab stond deze auto een stap hoger dan de Saab 9-3.

## Eerste generatie
De Saab 9-5 werd sinds 1997 geproduceerd. Er waren toen drie motoren leverbaar, de 2.0t (150 pk), de 2.3t (170 pk) en de 3.0t V6 (200 pk). De 3.0t V6 was alleen leverbaar met een viertrapsautomaat, de overige modellen zowel met deze automaat als met een handgeschakelde vijfversnellingsbak.
In 1999 werd de 9-5 Aero geïntroduceerd. Deze had een sportiever onderstel, een skirtset en een viercilinderturbomotor de 2.3 liter B235R met 230 pk.
In het najaar van 2001 (modeljaar 2002) werd de tweede generatie gelanceerd. De auto kreeg een facelift om het uiterlijk te vernieuwen waarbij de bumpers anders werden zo werd de grille onder andere geïntegreerd in de voorbumper, werden de glazen koplampen vervangen voor plastic varianten zonder koplampwissers en kreeg de achterzijde andere lampen. Ook werd de viertrapsautomaat vervangen voor een vijftrapsautomaat (Aisin AW55-50S/N), deze werd echter alweer in 2003 vervangen voor de Aisin AW55-51S/N in verband met betrouwbaarheidsproblemen.
De 9-5 Aero kreeg een vermogensupgrade naar 250pk en kreeg tevens stoelen met bredere wangen om meer bij het sportieve karakter van de auto te passen.
In het najaar 2003 (modeljaar 2004) werd het model nogmaals enigszins vernieuwd, waarbij de wijzigingen minder ingrijpend waren dan bij de eerste facelift. De 3.0t werd geschrapt en hiervoor in de plaats kwam een geknepen versie van de Aero (motorcode B235L), met 220 pk. De 9-5 Aero kreeg een nieuwe voorbumper waarbij de lip een geheel vormde met de bumper, de stootlijsten niet meer afneembaar waren en de ronde mistlampen van de 9-3SS geïntegreerd waren in plaats van de huidige rechthoekige mistlampen. Het front met deze bumper staat bekend als de haaienbek Aero. Tevens kreeg de 9-5 Aero soepeler vormgegeven sideskirts en een achterbumper met diffuser.

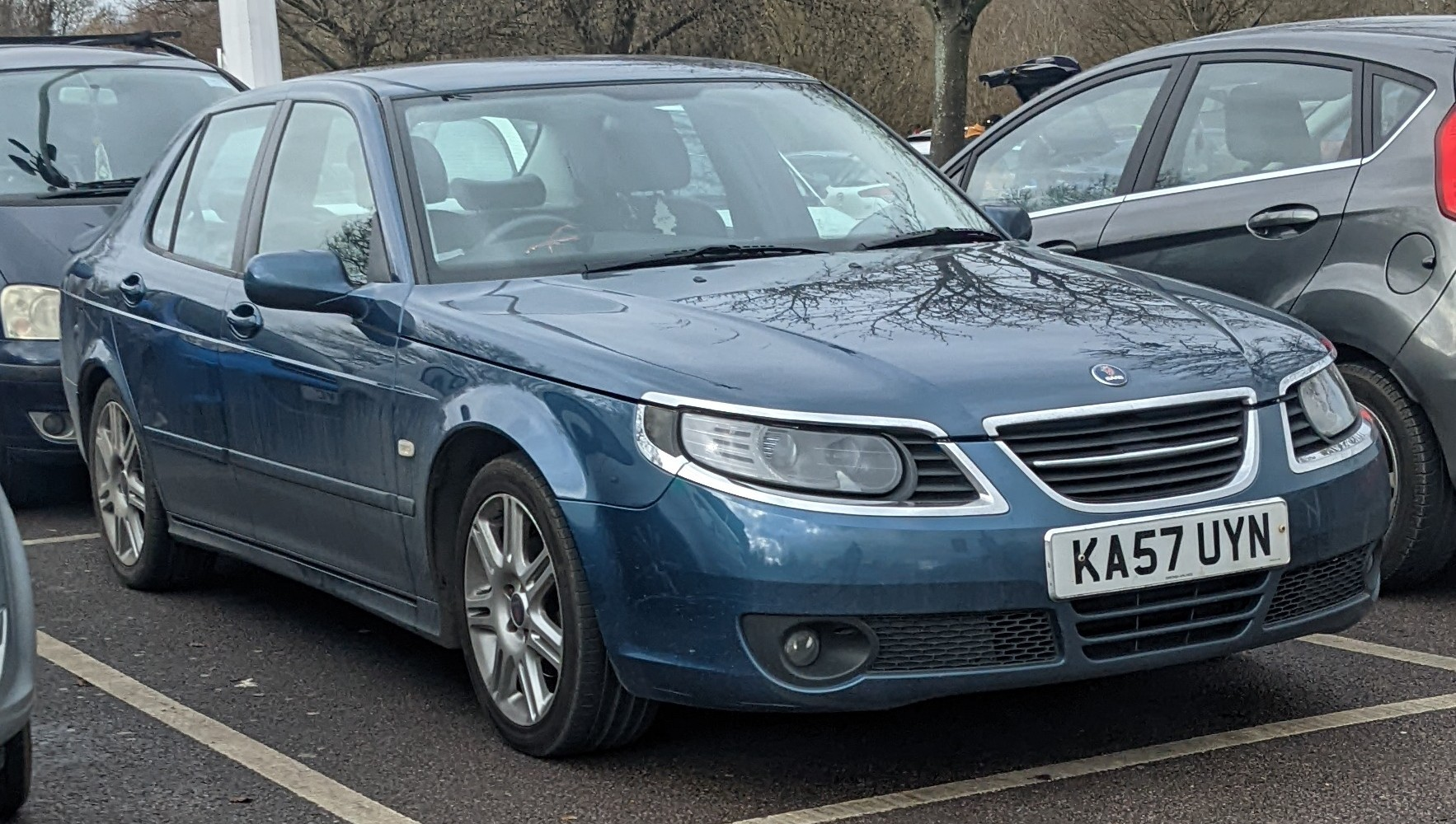
Saab 9-5 facelift uit 2005 met de 'Dame Edna' koplampen

In 2005 (modeljaar 2006) werd het model ingrijpend gewijzigd. Dit gewijzigde model is vooral te herkennen aan zijn opvallende 'Dame Edna' koplampen. Het vermogen van de Aero steeg naar 260 pk en er werden BioPower-versies leverbaar.
Het absolute topmodel van de 9-5 was de Aero. Deze snelle versie was uitgerust met een 2.3 liter-turbomotor en levert vermogens tussen de 230 en 260 pk. De Aero was leverbaar met een handgeschakelde vijfversnellingsbak - waarbij de motor een overboost heeft - en als automaat (eerst vier-, later vijftraps).
Tot najaar 2003 is de 9-5 ook geleverd als 3.0t V6, die 200 pk en 310 Nm leverde. Deze motor werd altijd gekoppeld aan een automaat. Het luxe-topmodel van de 9-5, de Griffin, was enkel met deze motor leverbaar in deze periode. Vanaf 2009 werd de Griffin uitvoering nieuw leven ingeblazen als viercilinder, zo was er dat jaar ook een 9-5 Aero Griffin.

### Geleverde motoren

#### Benzine
| 9-5             | 9-5         | 9-5         | 9-5         | 9-5         | 9-5         | 9-5                      | 9-5          | 9-5            | 9-5         |
| 1997 - 2001     | 1997 - 2001 | 1997 - 2001 | 1997 - 2001 | 1997 - 2001 | 1997 - 2001 | 1997 - 2001              | 1997 - 2001  | 1997 - 2001    | 1997 - 2001 |
| Type            | Motor       | Motor       | Motor       | Vermogen    | Koppel      | Overbrenging             | 0–100 km/h   | Topsnelheid    | Jaartal     |
| Type            | Inhoud      | Cilinders   | Kleppen     | Vermogen    | Koppel      | Overbrenging             | 0–100 km/h   | Topsnelheid    | Jaartal     |
| --------------- | ----------- | ----------- | ----------- | ----------- | ----------- | ------------------------ | ------------ | -------------- | ----------- |
| 2.0t            | 1.985 cm³   | 4-in-lijn   | 16V         | 150 pk      | 240 Nm      | 5-bak / 4-traps automaat | 9,8 / 11,6 s | 215 / 210 km/h | 1997 - 2001 |
| 2.3t            | 2.290 cm³   | 4-in-lijn   | 16V         | 170 pk      | 280 Nm      | 5-bak / 4-traps automaat | 8,5 / 9,5 s  | 225 / 220 km/h | 1997 - 2000 |
| 2.3t            | 2.290 cm³   | 4-in-lijn   | 16V         | 185 pk      | 280 Nm      | 5-bak / 4-traps automaat | 8,7 / 9,9 s  | 225 / 220 km/h | 2000 - 2001 |
| 2.3T Aero       | 2.290 cm³   | 4-in-lijn   | 16V         | 230 pk      | 350 Nm      | 5-bak / 4-traps automaat | 6,9 / 8,2 s  | 240 / 240 km/h | 1999 - 2000 |
| 2.3 Turbo Aero  | 2.290 cm³   | 4-in-lijn   | 16V         | 230 pk      | 350 Nm      | 5-bak / 4-traps automaat | 6,9 / 8,2 s  | 250 / 240 km/h | 2000 - 2001 |
| 3.0t            | 2.962 cm³   | V6          | 24V         | 200 pk      | 310 Nm      | 4-traps automaat         | 8,9 s        | 235 km/h       | 1999 - 2001 |
| 9-5             |             |             |             |             |             |                          |              |                |             |
| 2001 - 2005     |             |             |             |             |             |                          |              |                |             |
| 2.0t            | 1.985 cm³   | 4-in-lijn   | 16V         | 150 pk      | 240 Nm      | 5-bak / 5-traps automaat | 9,8 / 11,6 s | 215 / 210 km/h | 2001 - 2005 |
| 2.3t            | 2.290 cm³   | 4-in-lijn   | 16V         | 185 pk      | 280 Nm      | 5-bak / 5-traps automaat | 8,3 / 9,5 s  | 230 / 225 km/h | 2001 - 2005 |
| 2.3T            | 2.290 cm³   | 4-in-lijn   | 16V         | 220 pk      | 310 Nm      | 5-bak / 5-traps automaat | 7,8 / 8,7 s  | 235 / 230 km/h | 2003 - 2005 |
| 2.3 Turbo Aero  | 2.290 cm³   | 4-in-lijn   | 16V         | 250 pk      | 350 Nm      | 5-bak / 5-traps automaat | 6,9 / 8,2 s  | 250 / 250 km/h | 2001 - 2005 |
| 3.0t            | 2.962 cm³   | V6          | 24V         | 200 pk      | 310 Nm      | 5-traps automaat         | 8,9 s        | 235 km/h       | 2001 - 2003 |
| 9-5 Sport Sedan |             |             |             |             |             |                          |              |                |             |
| 2005 - 2010     |             |             |             |             |             |                          |              |                |             |
| 2.0t            | 1.985 cm³   | 4-in-lijn   | 16V         | 150 pk      | 240 Nm      | 5-bak / 5-traps automaat | 9,8 / 11,6 s | 215 / 210 km/h | 2005 - 2010 |
| 2.3t            | 2.290 cm³   | 4-in-lijn   | 16V         | 185 pk      | 280 Nm      | 5-bak / 5-traps automaat | 8,3 / 9,5 s  | 230 / 225 km/h | 2005 - 2008 |
| 2.3T            | 2.290 cm³   | 4-in-lijn   | 16V         | 220 pk      | 310 Nm      | 5-bak / 5-traps automaat | 7,8 / 8,7 s  | 235 / 230 km/h | 2005 - 2007 |
| 2.3 Turbo Aero  | 2.290 cm³   | 4-in-lijn   | 16V         | 260 pk      | 350 Nm      | 5-bak / 5-traps automaat | 6,9 / 8,2 s  | 250 / 250 km/h | 2005 - 2010 |

| 9-5 Estate       | 9-5 Estate  | 9-5 Estate  | 9-5 Estate  | 9-5 Estate  | 9-5 Estate  | 9-5 Estate               | 9-5 Estate    | 9-5 Estate     | 9-5 Estate  |
| 1997 - 2001      | 1997 - 2001 | 1997 - 2001 | 1997 - 2001 | 1997 - 2001 | 1997 - 2001 | 1997 - 2001              | 1997 - 2001   | 1997 - 2001    | 1997 - 2001 |
| Type             | Motor       | Motor       | Motor       | Vermogen    | Koppel      | Overbrenging             | 0–100 km/h    | Topsnelheid    | Jaartal     |
| Type             | Inhoud      | Cilinders   | Kleppen     | Vermogen    | Koppel      | Overbrenging             | 0–100 km/h    | Topsnelheid    | Jaartal     |
| ---------------- | ----------- | ----------- | ----------- | ----------- | ----------- | ------------------------ | ------------- | -------------- | ----------- |
| 2.0t             | 1.985 cm³   | 4-in-lijn   | 16V         | 150 pk      | 240 Nm      | 5-bak / 4-traps automaat | 10,2 / 12,5 s | 210 / 205 km/h | 1999 - 2001 |
| 2.3t             | 2.290 cm³   | 4-in-lijn   | 16V         | 170 pk      | 280 Nm      | 5-bak / 4-traps automaat | 8,7 / 9,9 s   | 225 / 220 km/h | 1999 - 2000 |
| 2.3t             | 2.290 cm³   | 4-in-lijn   | 16V         | 185 pk      | 280 Nm      | 5-bak / 4-traps automaat | 9,2 / 10,3 s  | 220 / 215 km/h | 2000 - 2001 |
| 2.3 T Aero       | 2.290 cm³   | 4-in-lijn   | 16V         | 230 pk      | 350 Nm      | 5-bak / 4-traps automaat | 7,3 / 8,5 s   | 240 / 240 km/h | 1999 - 2000 |
| 2.3 Turbo Aero   | 2.290 cm³   | 4-in-lijn   | 16V         | 230 pk      | 350 Nm      | 5-bak / 4-traps automaat | 7,3 / 8,5 s   | 250 / 240 km/h | 2000 - 2001 |
| 3.0t             | 2.962 cm³   | V6          | 24V         | 200 pk      | 310 Nm      | 4-traps automaat         | 8,3 s         | 235 km/h       | 1999 - 2001 |
| 9-5 Estate       |             |             |             |             |             |                          |               |                |             |
| 2001 - 2005      |             |             |             |             |             |                          |               |                |             |
| 2.0t             | 1.985 cm³   | 4-in-lijn   | 16V         | 150 pk      | 240 Nm      | 5-bak / 5-traps automaat | 10,2 / 12,5 s | 210 / 205 km/h | 2001 - 2005 |
| 2.3t             | 2.290 cm³   | 4-in-lijn   | 16V         | 185 pk      | 280 Nm      | 5-bak / 5-traps automaat | 8,8 / 9,9 s   | 225 / 220 km/h | 2001 - 2005 |
| 2.3T             | 2.290 cm³   | 4-in-lijn   | 16V         | 220 pk      | 310 Nm      | 5-bak / 5-traps automaat | 8,3 / 9,2 s   | 230 / 225 km/h | 2003 - 2005 |
| 2.3 Turbo Aero   | 2.290 cm³   | 4-in-lijn   | 16V         | 250 pk      | 350 Nm      | 5-bak / 5-traps automaat | 7,3 / 8,5 s   | 245 / 245 km/h | 2001 - 2005 |
| 3.0t             | 2.962 cm³   | V6          | 24V         | 200 pk      | 310 Nm      | 5-traps automaat         | 9,4 s         | 230 km/h       | 2001 - 2003 |
| 9-5 Sport Estate |             |             |             |             |             |                          |               |                |             |
| 2005 - 2010      |             |             |             |             |             |                          |               |                |             |
| 2.0t             | 1.985 cm³   | 4-in-lijn   | 16V         | 150 pk      | 240 Nm      | 5-bak / 5-traps automaat | 10,2 / 12,5 s | 210 / 205 km/h | 2005 - 2010 |
| 2.3t             | 2.290 cm³   | 4-in-lijn   | 16V         | 185 pk      | 280 Nm      | 5-bak / 5-traps automaat | 8,8 / 9,9 s   | 225 / 220 km/h | 2005 - 2008 |
| 2.3T             | 2.290 cm³   | 4-in-lijn   | 16V         | 220 pk      | 310 Nm      | 5-bak / 5-traps automaat | 8,3 / 9,2 s   | 225 / 225 km/h | 2005 - 2007 |
| 2.3 Turbo Aero   | 2.290 cm³   | 4-in-lijn   | 16V         | 260 pk      | 350 Nm      | 5-bak / 5-traps automaat | 7,3 / 8,5 s   | 245 / 245 km/h | 2005 - 2010 |

#### Bio-ethanol
| 9-5 Sport Sedan | 9-5 Sport Sedan | 9-5 Sport Sedan | 9-5 Sport Sedan | 9-5 Sport Sedan | 9-5 Sport Sedan | 9-5 Sport Sedan          | 9-5 Sport Sedan | 9-5 Sport Sedan | 9-5 Sport Sedan |
| 2006 - 2010     | 2006 - 2010     | 2006 - 2010     | 2006 - 2010     | 2006 - 2010     | 2006 - 2010     | 2006 - 2010              | 2006 - 2010     | 2006 - 2010     | 2006 - 2010     |
| Type            | Motor           | Motor           | Motor           | Vermogen        | Koppel          | Overbrenging             | 0–100 km/h      | Topsnelheid     | Jaartal         |
| Type            | Inhoud          | Cilinders       | Kleppen         | Vermogen        | Koppel          | Overbrenging             | 0–100 km/h      | Topsnelheid     | Jaartal         |
| --------------- | --------------- | --------------- | --------------- | --------------- | --------------- | ------------------------ | --------------- | --------------- | --------------- |
| 2.0 T BioPower  | 1.985 cm³       | 4-in-lijn       | 16V             | 150 pk          | 240 Nm          | 5-bak / 5-traps automaat | 9,8 / 11,6 s    | 215 / 210 km/h  | 2006 - 2010     |
| 2.3 T BioPower  | 2.290 cm³       | 4-in-lijn       | 16V             | 185 pk          | 280 Nm          | 5-bak / 5-traps automaat | 8,3 / 9,5 s     | 230 / 225 km/h  | 2006 - 2008     |

| 9-5 Sport Estate | 9-5 Sport Estate | 9-5 Sport Estate | 9-5 Sport Estate | 9-5 Sport Estate | 9-5 Sport Estate | 9-5 Sport Estate         | 9-5 Sport Estate | 9-5 Sport Estate | 9-5 Sport Estate |
| 2006 - 2010      | 2006 - 2010      | 2006 - 2010      | 2006 - 2010      | 2006 - 2010      | 2006 - 2010      | 2006 - 2010              | 2006 - 2010      | 2006 - 2010      | 2006 - 2010      |
| Type             | Motor            | Motor            | Motor            | Vermogen         | Koppel           | Overbrenging             | 0–100 km/h       | Topsnelheid      | Jaartal          |
| Type             | Inhoud           | Cilinders        | Kleppen          | Vermogen         | Koppel           | Overbrenging             | 0–100 km/h       | Topsnelheid      | Jaartal          |
| ---------------- | ---------------- | ---------------- | ---------------- | ---------------- | ---------------- | ------------------------ | ---------------- | ---------------- | ---------------- |
| 2.0 T BioPower   | 1.985 cm³        | 4-in-lijn        | 16V              | 150 pk           | 240 Nm           | 5-bak / 5-traps automaat | 10,2 / 12,5 s    | 210 / 205 km/h   | 2006 - 2010      |
| 2.3 T BioPower   | 2.290 cm³        | 4-in-lijn        | 16V              | 185 pk           | 280 Nm           | 5-bak / 5-traps automaat | 8,8 / 9,9 s      | 225 / 220 km/h   | 2006 - 2008      |

#### Diesel
| 9-5             | 9-5         | 9-5         | 9-5         | 9-5         | 9-5         | 9-5                      | 9-5           | 9-5            | 9-5         |
| 2001 - 2005     | 2001 - 2005 | 2001 - 2005 | 2001 - 2005 | 2001 - 2005 | 2001 - 2005 | 2001 - 2005              | 2001 - 2005   | 2001 - 2005    | 2001 - 2005 |
| Type            | Motor       | Motor       | Motor       | Vermogen    | Koppel      | Overbrenging             | 0–100 km/h    | Topsnelheid    | Jaartal     |
| Type            | Inhoud      | Cilinders   | Kleppen     | Vermogen    | Koppel      | Overbrenging             | 0–100 km/h    | Topsnelheid    | Jaartal     |
| --------------- | ----------- | ----------- | ----------- | ----------- | ----------- | ------------------------ | ------------- | -------------- | ----------- |
| 2.2 TiD         | 2.172 cm³   | 4-in-lijn   | 16V         | 120 pk      | 280 Nm      | 5-bak / 5-traps automaat | 11,0 / 13,0 s | 200 / 197 km/h | 2002 - 2005 |
| 3.0 TiD         | 2.962 cm³   | V6          | 24V         | 176 pk      | 350 Nm      | 5-bak                    | 9,3 s         | 215 km/h       | 2001 - 2005 |
| 9-5 Sport Sedan |             |             |             |             |             |                          |               |                |             |
| 2005 - 2010     |             |             |             |             |             |                          |               |                |             |
| 1.9 TiD         | 1.910 cm³   | 4-in-lijn   | 16V         | 150 pk      | 320 Nm      | 5-bak / 5-traps automaat | 10,7 / 11,0 s | 205 / 205 km/h | 2005 - 2010 |

| 9-5 Estate       | 9-5 Estate  | 9-5 Estate  | 9-5 Estate  | 9-5 Estate  | 9-5 Estate  | 9-5 Estate               | 9-5 Estate    | 9-5 Estate     | 9-5 Estate  |
| 2001 - 2005      | 2001 - 2005 | 2001 - 2005 | 2001 - 2005 | 2001 - 2005 | 2001 - 2005 | 2001 - 2005              | 2001 - 2005   | 2001 - 2005    | 2001 - 2005 |
| Type             | Motor       | Motor       | Motor       | Vermogen    | Koppel      | Overbrenging             | 0–100 km/h    | Topsnelheid    | Jaartal     |
| Type             | Inhoud      | Cilinders   | Kleppen     | Vermogen    | Koppel      | Overbrenging             | 0–100 km/h    | Topsnelheid    | Jaartal     |
| ---------------- | ----------- | ----------- | ----------- | ----------- | ----------- | ------------------------ | ------------- | -------------- | ----------- |
| 2.2 TiD          | 2.172 cm³   | 4-in-lijn   | 16V         | 120 pk      | 280 Nm      | 5-bak / 5-traps automaat | 11,9 / 13,5 s | 195 / 190 km/h | 2002 - 2005 |
| 3.0 TiD          | 2.962 cm³   | V6          | 24V         | 176 pk      | 350 Nm      | 5-bak                    | 9,8 s         | 210 km/h       | 2001 - 2005 |
| 9-5 Sport Estate |             |             |             |             |             |                          |               |                |             |
| 2005 - 2010      |             |             |             |             |             |                          |               |                |             |
| 1.9 TiD          | 1.910 cm³   | 4-in-lijn   | 16V         | 150 pk      | 320 Nm      | 5-bak / 5-traps automaat | 10,7 / 11,7 s | 205 / 200 km/h | 2005 - 2010 |

## Tweede generatie
In de zomer van 2010 kwam een volledig nieuwe 9-5 op de markt. Deze was ontwikkeld op basis van het GM Epsilon II-onderstel van General Motors, waarop onder andere ook de eerste versie van de Opel Insignia was gebaseerd. De Saab maakte net als enkele andere Amerikaanse GM producten, zoals de gelijktijdig gelanceerde Buick LaCrosse, gebruik van de verlengde LWB variant met een langere wielbasis. 
De nieuwe 9-5 werd in september 2009 gepresenteerd op de Frankfurt International Auto Show en de eerste pre-productie exemplaren verlieten de fabriek eind november 2009, waarna de serieproductie werd aangevangen in april 2010. De nieuwe 9-5 werd aangeboden met naar keuze een benzinemotor van 1.6, 2.0 of 2.8 liter; een dieselmotor van 2.0 liter (in twee versies) of een biopowermotor. Er waren diverse uitvoeringen met vierwielaandrijving en de overbrenging kon door een handgeschakelde zesversnellingsbak, of optioneel een zestrapsautomaat. De tweede generatie van de 9-5 won in 2010 de prijs : CAR OF THE YEAR in Singapore. 
Door het faillissement van Saab zijn er uiteindelijk slechts 11.315 productie exemplaren gebouwd, met een totaal van 11.602. Voor de Nederlandse markt zijn 394 exemplaren geleverd. Anno 2022 zijn er volgens de RDW gegevens iets meer dan 500 exemplaren in Nederland.

### 9-5 SportCombi

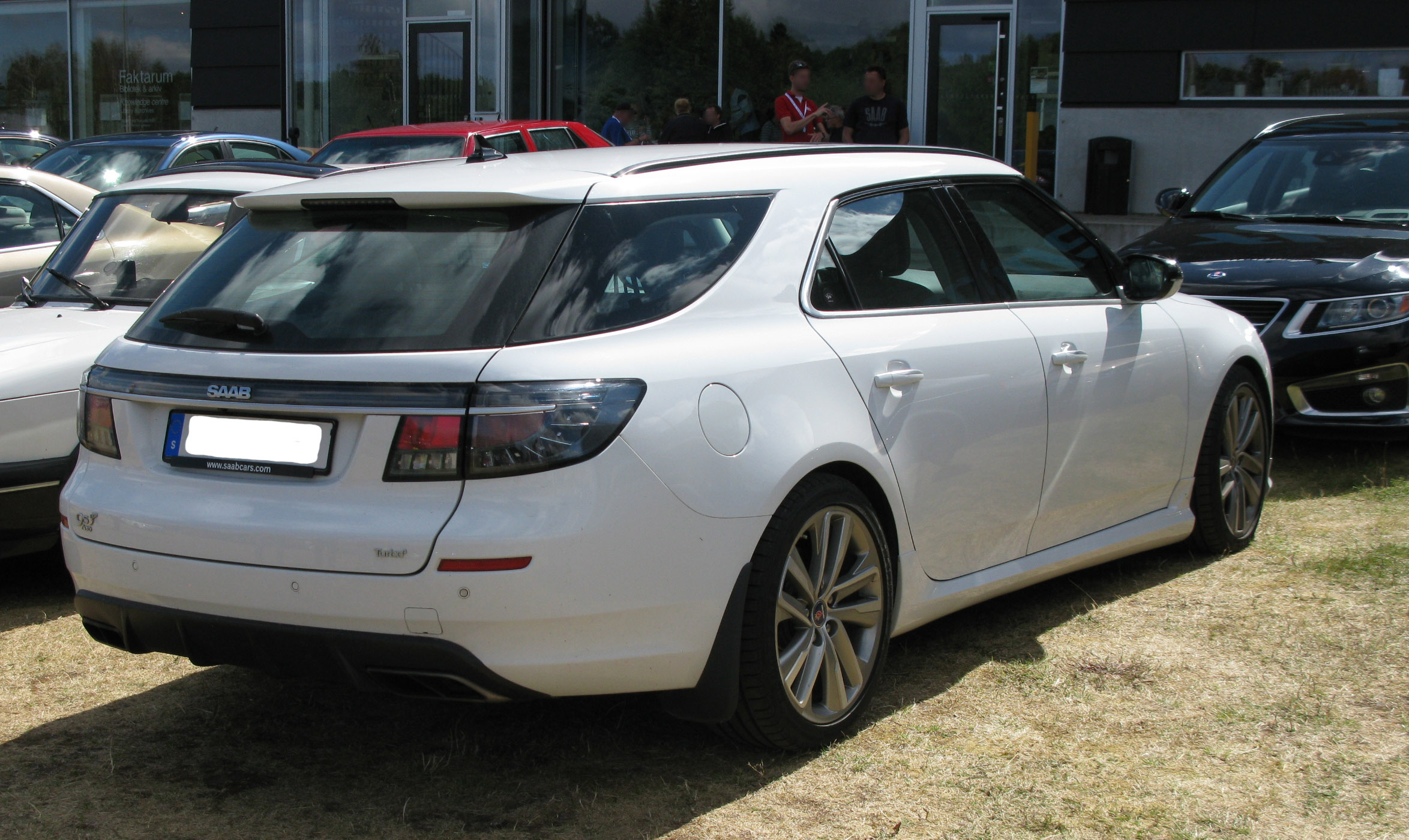
Een 9-5 SportCombi

Net voor het faillissement ontwikkelde Saab nog een stationwagen variant van de 9-5, de SportCombi om met modeljaar 2012 gelanceerd te worden. Deze is nooit officieel verkocht; er zijn uiteindelijk enkele tientallen preproductiemodellen gebouwd, waarvan 27 per veiling verkocht zijn.

### Geleverde motoren

#### Benzine
|                                             | SEDAN                        | SEDAN                        | SEDAN                        | SEDAN                        | ESTATE                       | ESTATE                       | ESTATE                       | ESTATE                       |
| Uitvoering                                  | 1.6T                         | 2.0T                         | 2.0T XWD                     | 2.8T V6 XWD                  | 1.6T                         | 2.0T                         | 2.0T XWD                     | 2.8T V6 XWD                  |
| Productie                                   | 2010-2011                    | 2010-2011                    | 2010-2011                    | 2010-2011                    | 2011-2011                    | 2011-2011                    | 2011-2011                    | 2011-2011                    |
| Motoreigenschappen                          |                              |                              |                              |                              |                              |                              |                              |                              |
| Motortype                                   | 4-cilinder in-lijn           | 4-cilinder in-lijn           | 4-cilinder in-lijn           | 6-cilinder in V-vorm         | 4-cilinder in-lijn           | 4-cilinder in-lijn           | 4-cilinder in-lijn           | 6-cilinder in V-vorm         |
| Brandstofinjectie                           | Directe brandstofinjectie    | Directe brandstofinjectie    | Directe brandstofinjectie    | Directe brandstofinjectie    | Directe brandstofinjectie    | Directe brandstofinjectie    | Directe brandstofinjectie    | Directe brandstofinjectie    |
| Turbo                                       | ja                           | ja                           | ja                           | ja                           | ja                           | ja                           | ja                           | ja                           |
| Cilinderinhoud                              | 1598 cm³                     | 1998 cm³                     | 1998 cm³                     | 2792 cm³                     | 1598 cm³                     | 1998 cm³                     | 1998 cm³                     | 2792 cm³                     |
| Vermogen                                    | 134 kW (180 pk) bij 5500/min | 164 kW (220 pk) bij 5300/min | 164 kW (220 pk) bij 5300/min | 224 kW (300 pk) bij 5500/min | 134 kW (180 pk) bij 5500/min | 164 kW (220 pk) bij 5300/min | 164 kW (220 pk) bij 5300/min | 224 kW (300 pk) bij 5500/min |
| Koppel                                      | 230 Nm bij 2200/min          | 350 Nm bij 2500/min          | 350 Nm bij 2500/min          | 400 Nm bij 2000/min          | 230 Nm bij 2200/min          | 350 Nm bij 2500/min          | 350 Nm bij 2500/min          | 400 Nm bij 2000/min          |
| Krachtoverbrenging                          |                              |                              |                              |                              |                              |                              |                              |                              |
| Aandrijving                                 | Voorwielaandrijving          | Voorwielaandrijving          | Vierwielaandrijving          | Vierwielaandrijving          | Voorwielaandrijving          | Voorwielaandrijving          | Vierwielaandrijving          | Vierwielaandrijving          |
| Transmissie                                 | handgeschakelde 6-bak        | handgeschakelde 6-bak        | handgeschakelde 6-bak        | 6-traps automaat             | handgeschakelde 6-bak        | handgeschakelde 6-bak        | handgeschakelde 6-bak        | 6-traps automaat             |
| Optionele transmissie                       |                              | (6-traps automaat)           | (6-traps automaat)           |                              |                              | (6-traps automaat)           | (6-traps automaat)           |                              |
| Meetwaarden                                 |                              |                              |                              |                              |                              |                              |                              |                              |
| Acceleratie, 0–100 km/h                     | 9,5 s                        | 7,9 s (8,5)                  | 8,0 s (8,8)                  | 6,9 s                        | 10,0 s                       | 8,3 s (8,7)                  | 8,3 s (9,4)                  | 7,4 s                        |
| Topsnelheid                                 | 220 km/h                     | 240 km/h (235 km/h)          | 230 km/h (230 km/h)          | 250 km/h (begrensd)          | 215 km/h                     | 235 km/h (230 km/h)          | 225 km/h (225 km/h)          | 245 km/h                     |
| Brandstofverbruik per 100 km (gecombineerd) | 7.8 l                        | 8.2 l (9.1)                  | 8.6 l (9.9)                  | 10.6 l                       | 7.7 l                        | 7,8 l (8,7)                  | 8.5 l (9.4)                  | 10.1 l                       |
| CO2-emissie per km                          | 179 g/km                     | 189 g/km (209)               | 203 g/km (228)               | 244 g/km                     | 182 g/km                     | 185 g/km (206)               | 207 g/km (223)               | 245 g/km                     |
| EU-emissienorm                              | Euro 5                       | Euro 5                       | Euro 5                       | Euro 5                       | Euro 5                       | Euro 5                       | Euro 5                       | Euro 5                       |

#### Bio-ethanol
|                                             | SEDAN                        | SEDAN                        | ESTATE                       | ESTATE                       |
| Uitvoering                                  | 2.0T BioPower                | 2.0T BioPower XWD            | 2.0T BioPower                | 2.0T BioPower XWD            |
| Productie                                   | 2010-2011                    | 2010-2011                    | 2011-2011                    | 2011-2011                    |
| Motoreigenschappen                          |                              |                              |                              |                              |
| Motortype                                   | 4-cilinder in-lijn           | 4-cilinder in-lijn           | 4-cilinder in-lijn           | 4-cilinder in-lijn           |
| Brandstofinjectie                           | directe brandstofinjectie    | directe brandstofinjectie    | directe brandstofinjectie    | directe brandstofinjectie    |
| Turbo                                       | ja                           | ja                           | ja                           | ja                           |
| Cilinderinhoud                              | 1998 cm³                     | 1998 cm³                     | 1998 cm³                     | 1998 cm³                     |
| Vermogen                                    | 164 kW (220 pk) bij 5300/min | 164 kW (220 pk) bij 5300/min | 164 kW (220 pk) bij 5300/min | 164 kW (220 pk) bij 5300/min |
| Koppel                                      | 350 Nm bij 2500/min          | 350 Nm bij 2500/min          | 350 Nm bij 2500/min          | 350 Nm bij 2500/min          |
| Krachtoverbrenging                          |                              |                              |                              |                              |
| Aandrijving                                 | Voorwielaandrijving          | Vierwielaandrijving          | Voorwielaandrijving          | Vierwielaandrijving          |
| Transmissie                                 | handgeschakelde 6-bak        | handgeschakelde 6-bak        | handgeschakelde 6-bak        | handgeschakelde 6-bak        |
| Optionele transmissie                       | 6-traps automaat             | 6-traps automaat             | 6-traps automaat             | 6-traps automaat             |
| Meetwaarden                                 |                              |                              |                              |                              |
| Acceleratie, 0–100 km/h                     | 7,9 s (8,5)                  | 8,0 s (8,8)                  | 8,3 s (8,7)                  | 8,3 s (9,4)                  |
| Topsnelheid                                 | 240 km/h (235 km/h)          | 230 km/h (230 km/h)          | 235 km/h (230 km/h)          | 225 km/h (225 km/h)          |
| Brandstofverbruik per 100 km (gecombineerd) | 8.4 l (9.4)                  | 8.6 l (9.7)                  | 7,8 l (8,7)                  | 8.5 l (9.4)                  |
| CO2-emissie per km                          | 189 g/km (209)               | 199 g/km (228)               | 185 g/km (206)               | 207 g/km (223)               |
| EU-emissienorm                              | Euro 5                       | Euro 5                       | Euro 5                       | Euro 5                       |

#### Diesel
|                                             | SEDAN                                 | SEDAN                                 | SEDAN                                 | ESTATE                                | ESTATE                                | ESTATE                                |
| Uitvoering                                  | 2.0 TiD                               | 2.0 TTiD                              | 2.0 TTiD XWD                          | 2.0 TiD                               | 2.0 TTiD                              | 2.0 TTiD XWD                          |
| Productie                                   | 2010-2011                             | 2010-2011                             | 2010-2011                             | 2011-2011                             | 2011-2011                             | 2011-2011                             |
| Motoreigenschappen                          |                                       |                                       |                                       |                                       |                                       |                                       |
| Motortype                                   | 4-cilinder in-lijn                    | 4-cilinder in-lijn                    | 4-cilinder in-lijn                    | 4-cilinder in-lijn                    | 4-cilinder in-lijn                    | 4-cilinder in-lijn                    |
| Brandstofinjectie                           | common-rail directe brandstofinjectie | common-rail directe brandstofinjectie | common-rail directe brandstofinjectie | common-rail directe brandstofinjectie | common-rail directe brandstofinjectie | common-rail directe brandstofinjectie |
| Turbo                                       | enkele                                | dubbele                               | dubbele                               | enkele                                | dubbele                               | dubbele                               |
| Cilinderinhoud                              | 1956 cm³                              | 1956 cm³                              | 1956 cm³                              | 1956 cm³                              | 1956 cm³                              | 1956 cm³                              |
| Vermogen                                    | 117 kW (160 pk) bij 4000/min          | 140 kW (190 pk) bij 4000/min          | 140 kW (190 pk) bij 4000/min          | 117 kW (160 pk) bij 4000/min          | 140 kW (190 pk) bij 4000/min          | 140 kW (190 pk) bij 4000/min          |
| Koppel                                      | 350 Nm bij 1750/min                   | 400 Nm bij 1750/min                   | 400 Nm bij 1750/min                   | 350 Nm bij 1750/min                   | 400 Nm bij 1750/min                   | 400 Nm bij 1750/min                   |
| Krachtoverbrenging                          |                                       |                                       |                                       |                                       |                                       |                                       |
| Aandrijving                                 | Voorwielaandrijving                   | Voorwielaandrijving                   | Vierwielaandrijving                   | Voorwielaandrijving                   | Voorwielaandrijving                   | Vierwielaandrijving                   |
| Transmissie                                 | handgeschakelde 6-bak                 | handgeschakelde 6-bak                 | handgeschakelde 6-bak                 | handgeschakelde 6-bak                 | handgeschakelde 6-bak                 | handgeschakelde 6-bak                 |
| Optionele transmissie                       | (6-traps automaat)                    |                                       |                                       | (6-traps automaat)                    |                                       |                                       |
| Meetwaarden                                 |                                       |                                       |                                       |                                       |                                       |                                       |
| Acceleratie, 0–100 km/h                     | 9,9 s (10,1)                          | 9,1 s                                 | 9,2 s                                 | 10,3 s (10,4)                         | 9,5 s                                 | 9,3 s                                 |
| Topsnelheid                                 | 215 km/h (210 km/h)                   | 230 km/h                              | 220 km/h                              | 210 km/h (205 km/h)                   | 220 km/h                              | 215 km/h                              |
| Brandstofverbruik per 100 km (gecombineerd) | 5.3 l (6.8)                           | 6.1 l                                 | 6.7 l                                 | 4,8 l (6.6)                           | 5.5 l                                 | 6.6 l                                 |
| CO2-emissie per km                          | 139 g/km (171)                        | 159 g/km                              | 176 g/km                              | 143 g/km (175)                        | 146 g/km                              | 174 g/km                              |
| EU-emissienorm                              | Euro 5                                | Euro 5                                | Euro 5                                | Euro 5                                | Euro 5                                | Euro 5                                |

## Toekomstige generaties
In september 2010 maakte de nieuwe eigenaar van Saab, Spyker Cars, bekend dat voor toekomstige Saabmodellen na 2012 motoren van het Duitse BMW zouden worden toegepast. SAAB ging echter eind 2011 failliet waardoor dit toekomstmuziek is gebleven.
Vroegere modellen:
92001 · 
92 · 
93 · 
Sonnett I · 
95 · 
96 · 
Sonnett II · 
Sonnett III · 
99 · 
90 · 
600 · 
900 · 
9000 · 
9-3 · 
9-5 ·
9-4X · 
9-7X
Voormalig geplande modellen:
9-1/9-2 · 
9-6X
Conceptmodellen:
Aero-X · 
9-X